# Лофтус, Чарльз, 1-й маркиз Или
Чарльз Тоттенхэм Лофтус, 1-й маркиз Или (англ. Charles Tottenham Loftus, 1st Marquess of Ely; 23 января 1738 — 22 марта 1806) — англо-ирландский пэр и политик.

## Биография
Родился 23 января 1738 года. Урожденный Чарльз Тоттенхэм, он принял дополнительную фамилию Лофтус в 1783 году, унаследовав поместья своего дяди Генри Лофтуса, 1-го графа Эли (1709—1783). Единственный сын сэра Джона Тоттенхэма, 1-го баронета (1714—1787) из Лофтус-холла, графство Уэксфорд, и Достопочтенной Элизабет Лофтус (? — 1747).
Он представлял Фетхард (графство Уэксфорд) в Ирландской палате общин с 1776 по 1783 год. В последний год он баллотировался в качестве члена парламента от боро Уэксфорд, который занимал до 28 июня 1785 года, когда был возведен в пэры Ирландии как 1-й барон Лофтус из Лофтус-Холла, графство Уэксфорд. С 14 января 1789 по 1806 год Лофтус был одним из генеральных почтмейстеров Ирландии.
28 декабря 1789 года ему был присвоен титул 1-го виконта Лофтуса из Или, а 2 марта 1794 года он стал 1-м графом Или. 29 декабря 1800 года ему был пожалован титул 1-го маркиза Или в Пэрстве Ирландии. 12 декабря 1794 года был назначен кавалером Ордена Святого Патрика. 19 января 1801 года он был назначен 1-м бароном Лофтусом из Лонг-Лофтуса, Йоркшир (Пэрство Соединённого королевства), что дало ему и его преемникам право на место в Палате лордов.

## Семья
23 июня 1766 года Чарльз Тоттенхэм Лофтус женился на Джейн Майхилл (умерла 21 февраля 1807), дочери Роберта Майхилла из Киллерни, графство Килкенни, и Мэри Биллингсли. У маркиза и маркизы Эли было двое сыновей:
- Джон Лофтус, 2-й маркиз Или (15 февраля 1770 — 26 сентября 1845), старший сын и преемник отца
- Преподобный лорд Роберт Понсонби Тоттенхэм[англ.] (5 сентября 1773 — 26 апреля 1850), епископ Киллало и Килфеноры (1804—1820, Фернса и Лейлина (1820—1822), Клогера (1822—1850). Был женат на достопочтенной Алисии Мод (1782—1866), от брака с которой у него было десять детей.